# Arenenberg (Schiff, 1983)
Die Arenenberg ist ein Schiff der Schweizerischen Schifffahrtsgesellschaft Untersee und Rhein (URh) mit Heimathafen Schaffhausen.

## Geschichte
In den 1970er Jahren nahm das Verkehrsaufkommen auf dem Untersee und Hochrhein immer stärker zu. Die beiden kleinen Vorkriegsmotorschiffe Munot (1936) und Arenenberg (1936) vermochten das Verkehrsaufkommen nicht mehr zu bewältigen und wurden nur noch auf Nebenkursen eingesetzt. Deshalb beschloss die Schweizerische Schifffahrtsgesellschaft Untersee und Rhein, bei der Bodan-Werft ein neues Schiff in der Grössenordnung der Schaffhausen und Thurgau in Auftrag zu geben.
Die Jungfernfahrt der neuen Arenenberg fand am 16. Juli 1983 statt. Sie löste die Namensvorgängerin aus dem Jahre 1936 ab.
Das Schwesterschiff, die Munot, wurde 1998 durch die neue Munot ersetzt und ausgemustert.
In der Nacht auf den 6. September 2007 wurde die Arenenberg im Hafen von Kreuzlingen losgebunden. Polizei und Feuerwehr bargen das im Hafenbecken treibende Schiff. Es entstand geringer Sachschaden.
Auf die Saison 2015 hin wurde die Arenenberg in der URh-Werft in Langwiesen komplett überholt, renoviert und behindertengerecht umgebaut. Die Innenräume wurden neu gestaltet.

## Namensgebung
Das Schiff ist nach dem Schloss Arenenberg am Untersee in der Gemeinde Salenstein im Kanton Thurgau benannt. Der spätere französische Kaiser Napoléon III. verbrachte auf dem Schloss einen Teil seiner Kindheit. Heute ist das Schloss als Museum zugänglich.

## Technische Details
Um auch bei Hochwasser die Durchfahrt unter der Rheinbrücke Diessenhofen–Gailingen zu gewährleisten, lassen sich, wie bei allen URh-Schiffen ausser der Konstanz, das Dach des Steuerhauses sowie das Sonnendach absenken.
Das Schiff bietet insgesamt 350 Passagieren einen Sitzplatz, davon befinden sich 124 Plätze im Saal. 121 Aussenplätze sind gedeckt und 105 ungedeckt.